# Lenna (immagine)
Lenna (o Lena) è una delle immagini più comunemente usate per valutare gli algoritmi di compressione.

## Storia
Nei primi anni 1970 alcuni ingegneri del dipartimento di elaborazione segnali e immagini dell'University of Southern California svilupparono uno scanner per le loro ricerche nel campo dell'elaborazione delle immagini, ricerche che successivamente condussero agli standard JPEG e MPEG. Queste ricerche erano finanziate dal Pentagono per il progetto ARPANET, uno dei progenitori dell'attuale World Wide Web.
Per "sfida" interna tra le varie immagini campione, accadde che fosse usata l'immagine di una playmate della pagina centrale della rivista Playboy. Avendo bisogno di un'immagine con un viso umano, presero la parte superiore dell'immagine della pagina e iniziarono a sperimentarla sullo scanner. L'immagine doveva essere di 512×512 pixel e avendo lo scanner una risoluzione di 100 dpi effettuarono la scansione su un quadrato di 5.12 pollici. I visitatori del centro alla fine delle dimostrazioni chiedevano copia dell'immagine originale e quella ottenuta dallo scanner, così da poterla paragonare con le copie da loro ottenute con i loro algoritmi usando la medesima immagine.
La modella ritratta era Lenna Sjööblom, una ragazza svedese che lavorava a Chicago nel 1972 e che era diventata Playmate di Playboy nel novembre dello stesso anno, sulle fotografie di Dwight Hooker. Solo diversi anni dopo scoprì che la sua immagine della pagina centrale era diventata una sorta di "cavia da laboratorio" per gli informatici e ingegneri di mezzo mondo. Fino al 1991 il SIPI distribuì l'immagine di Lenna in tutto il mondo facendosi corrispondere una commissione di utilizzo. La modella fu estremamente colpita e felice di vedere la sua immagine su giornali e libri.
Playboy rimase all'oscuro della trasgressione fino a quando la rivista Optical Engineering mise la foto di Lenna sulla copertina dell'edizione di giugno 1991. A seguito di questa pubblicazione Playboy, che deteneva i diritti dell'immagine, scrisse all'editore chiedendo chiarimenti. Fu raggiunto un accordo che permise all'immagine, ormai divenuta standard di fatto, di entrare nella leggenda.
Dal primo aprile 2024 IEEE non accetta più articoli scientifici che includono l'immagine.